# Odlot (film 2009)
Odlot (ang.: Up) – amerykański film animowany z 2009 roku zrealizowany w technologii 3D przez wytwórnię Pixar. Film wyreżyserował Peter Docter. Odlot jest pierwszym filmem 3D studia Pixar.
Pierwsza animacja 3D, która otworzyła Festiwal Filmowy w Cannes.

## Fabuła
W latach 30. XX wieku nieśmiały chłopiec, Carl Fredricksen, był fanem Charlesa Muntza, podróżnika i biologa posądzonego przez innych naukowców o dostarczenie im sztucznego szkieletu ptaka (przedstawiciela nieznanego gatunku), który zaginął w południowoamerykańskiej dżungli. Carl poznaje Elę, dziewczynkę o podobnych zainteresowaniach, z którą po latach się żeni. Oboje marzą o podróży do Ameryki Południowej i odnalezieniu wodospadu przy Podniebnych Źródłach, gdzie chcą wybudować dom. Pomimo planów i przygotowań, nigdy nie wybrali się w podróż.
Kilkadziesiąt lat po ślubie Ela umiera, nigdy nie urodziwszy dziecka. Pozostawia po sobie niedokończony dziennik przygód. Po śmierci żony 78-letni Carl, były sprzedawca balonów, staje się zgryźliwy i pragnie spokoju, w czym przeszkadzają mu robotnicy z pobliskiej budowy. Po jednej ze scysji zostaje decyzją sądu zmuszony do przeniesienia się do domu starości. Zamiast tego mocuje do domu tysiące balonów z helem, żagle i linki do sterowania, dzięki czemu wzbija się w powietrze.
Po starcie Carl odkrywa, że towarzyszy mu Russell, młody harcerz i „Syn Dzikiej Przyrody”, który oferuje mu pomoc w zamian za zdobycie odznaki Pomocnika Seniora. Wspólnie docierają do Podniebnych Źródeł, ale lądują po niewłaściwej stronie wodospadu, więc Russell wymyśla, żeby przejść na drugą stronę. Po drodze dołączają do nich barwny ptak Stefan i mówiący pies As, należący do sfory psów Charlesa Muntza, który chce złapać Stefana, by odzyskać szacunek społeczności naukowej.
Carl i Russell postanawiają ocalić ptaka, ale Muntz chwyta go, po czym wyrusza na północ. Russell i Carl lecą za naukowcem i z pomocą Asa ratują Stefana. Goniąc ich, Muntz spada ze sterowca do oceanu, po czym umiera. Bohaterowie wracają do domu. Carl przyznaje Russellowi order, zrobiony przed laty przez Elę z agrafki i kapsla.

## Obsada
- Edward Asner – Carl Fredricksen
  - Jeremy Leary – młody Carl
- Jordan Nagai – Russell
- Christopher Plummer – Charles Muntz
- Bob Peterson:
  - Dug
  - Alpha
- Elizabeth Docter – młoda Ellie
- Delroy Lindo – Beta
- Pete Docter:
  - Kevin
  - Strauch
- Jerome Ranft – Gamma
- John Ratzenberger – Tom
- Danny Mann – Steve
- Mickie McGowan – Edith
- Don Fullilove i Jess Harnell – George i A.J, pielęgniarze

### Wersja polska
Źródło:

- Wojciech Siemion – Carl Fredricksen
- Ignacy Gogolewski – Charles Muntz
- Kacper Cybiński –
  - Russell
  - mały Carl
- Emilka Stachurska – mała Ela
- Wojciech Paszkowski – Alfa
- Marian Opania – Gamma
- Jerzy Kryszak – Beta
- Cezary Pazura – As
- Paweł Szczesny – brygadzista Tom
- Grzegorz Pawlak – lektor kroniki filmowej
- Monika Węgiel – policjantka Edith
- Karol Wróblewski – robotnik Steve
- Mieczysław Morański – pielęgniarz George
- Jarosław Boberek – Omega
- Cezary Kwieciński – pielęgniarz AJ
- Zbigniew Konopka – drużynowy Strauch

## Nagrody

### Oscary
- Oscar za najlepszy pełnometrażowy film animowany (wygrana)
- Oscar za najlepszą muzykę filmową (wygrana)
- Oscar za najlepszy film (nominacja)
- Oscar za najlepszy scenariusz oryginalny (nominacja)
- Oscar za najlepszy montaż filmowy (nominacja)

### Złote Globy
- Złoty Glob za najlepszy film animowany (wygrana)
- Złoty Glob za najlepszą muzykę (wygrana)

### BAFTA
- Najlepszy film animowany (wygrana)
- Najlepsza muzyka (wygrana)
- Najlepszy dźwięk (nominacja)
- Najlepszy scenariusz oryginalny (nominacja)